# Microhoplomelas ruficornis
Microhoplomelas ruficornis är en skalbaggsart som först beskrevs av Leon Fairmaire 1896.  Microhoplomelas ruficornis ingår i släktet Microhoplomelas och familjen långhorningar.
Artens utbredningsområde är Madagaskar. Inga underarter finns listade i Catalogue of Life.